# Diamonds on the Soles of Her Shoes
Diamonds on the Soles of Her Shoes is een nummer van de Amerikaanse muzikant Paul Simon. Het nummer verscheen op zijn album Graceland uit 1986. In april 1987 werd het nummer uitgebracht als de vierde single van dat album.

## Achtergrond
Simon schreef dit nummer toen hij op reis ging naar Zuid-Afrika ter voorbereiding op zijn album Graceland. Ter plekke aldaar verzamelde hij muziek van de lokale inwoners. Een van de artiesten die hij ontmoette was Joseph Shabalala, de oprichter van het mannelijke zangkoor Ladysmith Black Mambazo. Hij nam de groep mee naar Londen om Homeless op te nemen, een ander bekend nummer dat op Graceland verscheen.
Toen Simon terugkeerde naar zijn thuisstad New York om het muziekalbum af te maken, trad hij met Ladysmith Black Mambazo en een aantal andere muzikanten op in het televisieprogramma Saturday Night Live op 10 mei 1986. Het album zou oorspronkelijk in de lente uitkomen, maar dit werd later verschoven naar augustus. Omdat de muzikanten nog in New York waren en er extra tijd beschikbaar was, besloot Simon om nog een nummer met de groep op te nemen, wat uiteindelijk resulteerde in Diamonds on the Soles of Her Shoes. Ladysmith Black Mambazo zingt de eerste paar regels van de tekst in het Zoeloe: O kod wa u zo-nge li-sa namhlange (a-wa a-wa) / Si-bona kwenze ka kanjani (a-wa a-wa) / Amanto mbazane ayeza. Dit kan worden vertaald als: "Het is niet gebruikelijk, maar in onze dagen zien we die dingen gebeuren. Zij zijn vrouwen, ze kunnen voor zichzelf zorgen".
Diamonds at the Soles of Her Shoes werd uitgebracht als de vierde single van het album, maar werd geen grote hit. In de Verenigde Staten behaalde het geen hitlijsten, terwijl in het Verenigd Koninkrijk de 77e plaats werd behaald. In Nederland kwam het slechts tot de 85e plaats in de Nationale Hitparade Top 100, maar in Vlaanderen werd de 28e plaats in de Ultratop 50 behaald. Desondanks bleek het een populair nummer en kwam het in Nederland in 2018 voor het eerst in de Radio 2 Top 2000 terecht.

## Hitnoteringen

### Nationale Hitparade Top 100
| Hitnotering: 21-03-1987 t/m 28-03-1987 | Hitnotering: 21-03-1987 t/m 28-03-1987 | Hitnotering: 21-03-1987 t/m 28-03-1987 | Hitnotering: 21-03-1987 t/m 28-03-1987 |
| Week                                   | 1                                      | 2                                      |                                        |
| -------------------------------------- | -------------------------------------- | -------------------------------------- | -------------------------------------- |
| Nummer                                 | 88                                     | 85                                     | uit                                    |

### NPO Radio 2 Top 2000
| Nummer met noteringen in de NPO Radio 2 Top 2000 | '18 | '19 | '20 | '21 | '22 | '23  | '24 |
| ------------------------------------------------ | --- | --- | --- | --- | --- | ---- | --- |
| Diamonds on the Soles of Her Shoes               | 862 | 920 | 889 | 796 | 923 | 1002 | 936 |

1. ↑  Een vetgedrukt getal geeft de hoogste notering aan.
2. ↑  2018 was het eerste jaar met een notering voor dit nummer.